# Moderne vijfkamp op de Olympische Zomerspelen 1976
De moderne vijfkamp is een van de sporten die beoefend werden tijdens de Olympische Zomerspelen 1976 in Montréal.

## Heren

### Individueel
| rang   | sporter              | land | Paardensport | Schermen | Schieten | Zwemmen | Atletiek | totaal |
| ------ | -------------------- | ---- | ------------ | -------- | -------- | ------- | -------- | ------ |
| Goud   | Janusz Pyciak-Peciak | POL  | 1066         | 928      | 1044     | 1164    | 1318     | 5520   |
| Zilver | Pavel Lednjev        | URS  | 1032         | 1096     | 1022     | 1092    | 1243     | 5485   |
| Brons  | Jan Bártů            | TCH  | 1100         | 976      | 1044     | 1184    | 1162     | 5466   |
| 4      | Daniele Masala       | ITA  | 1090         | 832      | 1066     | 1244    | 1201     | 5433   |
| 5      | Adrian Parker        | GBR  | 1100         | 712      | 868      | 1240    | 1378     | 5298   |
| 6      | John Fitzgerald      | USA  | 1036         | 952      | 1000     | 1232    | 1066     | 5286   |
| 7      | Jørn Steffensen      | DEN  | 1100         | 856      | 1044     | 1068    | 1213     | 5281   |
| 8      | Boris Mosolov        | URS  | 1036         | 856      | 934      | 1212    | 1162     | 5200   |

### Team
| rang   | sporters                                                    | land | Paardensport   | Schermen    | Schieten      | Zwemmen        | Atletiek       | totaal         | team  |
| ------ | ----------------------------------------------------------- | ---- | -------------- | ----------- | ------------- | -------------- | -------------- | -------------- | ----- |
| Goud   | Adrian Parker Robert Nightingale Jeremy Fox                 | GBR  | 1100 1012 1100 | 752 814 690 | 868 934 846   | 1240 1172 1080 | 1378 1309 1264 | 5338 5241 4980 | 15559 |
| Zilver | Jan Bártů Bohumil Starnovský Jiří Adam                      | TCH  | 1100 1068 794  | 969 876 938 | 1044 868 1088 | 1184 1144 1072 | 1162 1144 1000 | 5459 5100 4892 | 15451 |
| Brons  | Tamás Kancsal Tibor Maracskó Szvetiszláv Sasics             | HUN  | 866 972 934    | 990 845 938 | 956 890 912   | 1164 1204 1160 | 1219 1228 1117 | 5195 5139 5061 | 15395 |
| 4      | Janusz Pyciak-Peciak Zbigniew Pacelt Krzysztof Trybusiewicz | POL  | 1066 1100 1004 | 969 535 628 | 1044 890 978  | 1164 1308 1072 | 1318 1138 1129 | 5561 4971 4811 | 15343 |
| 5      | John Fitzgerald Michael Burley Robert Nieman                | USA  | 1036 1068 1036 | 969 752 814 | 1000 692 604  | 1232 1212 1324 | 1066 1327 1153 | 5303 5051 4931 | 15285 |
| 6      | Daniele Masala Pier Paolo Cristofori Mario Medda            | ITA  | 1090 1100 1004 | 907 721 628 | 1066 780 824  | 1244 1128 1056 | 1201 1207 1075 | 5508 4936 4587 | 15031 |
| 7      | Risto Hurme Jussi Pelli Heikki Hulkkonen                    | FIN  | 1100 1004 690  | 907 752 938 | 868 956 978   | 1088 1020 1120 | 1246 1192 1141 | 5209 4924 4867 | 15000 |
| 8      | Hans Lager Bengt Lager Gunnar Jacobson                      | SWE  | 1100 1068 1100 | 721 876     | 758 802 780   | 1244 1120 1104 | 1225 1252 1075 | 5048 4963 4935 | 14946 |

- Het team uit de Sovjet-Unie werd gediskwalificeerd nadat Boris Onisjtsjenko bij het schermen op fraude was betrapt.

## Medaillespiegel
| rang   | land              | goud | zilver | brons | totaal |
| ------ | ----------------- | ---- | ------ | ----- | ------ |
| 1      | Polen             | 1    | 0      | 0     | 1      |
| 1      | Groot-Brittannië  | 1    | 0      | 0     | 1      |
| 3      | Tsjecho-Slowakije | 0    | 1      | 1     | 2      |
| 4      | Sovjet-Unie       | 0    | 1      | 0     | 1      |
| 5      | Hongarije         | 0    | 0      | 1     | 1      |
| totaal | totaal            | 2    | 2      | 2     | 6      |